# Eleutherodactylus eneidae
Eleutherodactylus eneidae és un amfibi de la família Leptodactylidae, es trobava a les terres altes de l'interior de Puerto Rico (L'Enclusa, Serralada Central, Bosc de Toro Negre, Bosc de Luquillo, Villalba, Barranquitas, Adjuntes, Utuado, Maricao i Aigües Bones), entre els 400 i 1.000 m.s.n.m.
Caracteritzat per berrugues en el dors i en les parpelles, encara que el ventre és llis. Dors generalment castanyer grisenc o verdós, encara que també amb una tonalitat groguenca obscura o clara en el terç posterior dels seus flancs. Línies clares en forma de parèntesis invertits. Els mascles mesuren en mitjana 22,8 mm i les femelles 25,6 mm.
Aquesta espècie va ser recol·lectada per última vegada el 1984 i sentida per última vegada en 1990 en el Bosc de Toro Negre i en l'Enclusa. Es presumeix que està desapareguda, probablement extinta.